# Seggerde
Seggerde is een plaats en voormalige gemeente in de Duitse deelstaat Saksen-Anhalt, en maakt deel uit van de Landkreis Börde.
Seggerde telt 99 inwoners.